# Museu Romano de Nyon
O Museu Romano de Nyon está instalado desde 1979 no sobre solo das fundações da basílica (ver "Imagens") do "forum" de Novioduno. A história da actual cidade Nyon começou em 45 A.C., e o centro da cidade actual recobre os vestígios de Novioduno, uma das cidades romanas mais importantes da Suíça e que foi o centro da Colônia Júlia Equestre (a antiga localidade gaulesa, Novioduno) fundada no tempo de Júlio César.
Actualmente encontram-se ao ar livre, a anfiteatro e as colunas que foram postas numa esplanada em frente ao Lago Lemano em 1958, data em que a cidade celebrou o seu bicentenário.
São feitas regularmente pesquisas arqueológicas principalmente nas escavação para a construção de novos edifícios, como foi o caso da descoberta do anfiteatro aquando da construção de um parque de estacionamento subterrâneo.
Desde 2004 que se realiza em Março o em francês:  Festival international du film d'archéologie de Nyon em colaboração com o Escritório Federal da Cultura
O Museu Romano de Nyon está inscrito como Inventário Suíço dos bens culturais de importância nacional e regional 

## Imagens externas
- «Site romain» (em francês)
- «Roman site» (em inglês)
- «Basilique romaine» (em francês)